# Reata
Reata är en ort i Mexiko.   Den ligger i kommunen Ramos Arizpe och delstaten Coahuila, i den centrala delen av landet, 800 km norr om huvudstaden Mexico City. Reata ligger 939 meter över havet och antalet invånare är 132.
Terrängen runt Reata är huvudsakligen kuperad, men den allra närmaste omgivningen är platt. Runt Reata är det mycket glesbefolkat, med 7 invånare per kvadratkilometer. Närmaste större samhälle är La Leona, 16,2 km söder om Reata. Omgivningarna runt Reata är i huvudsak ett öppet busklandskap.